# 阿布·法茲爾

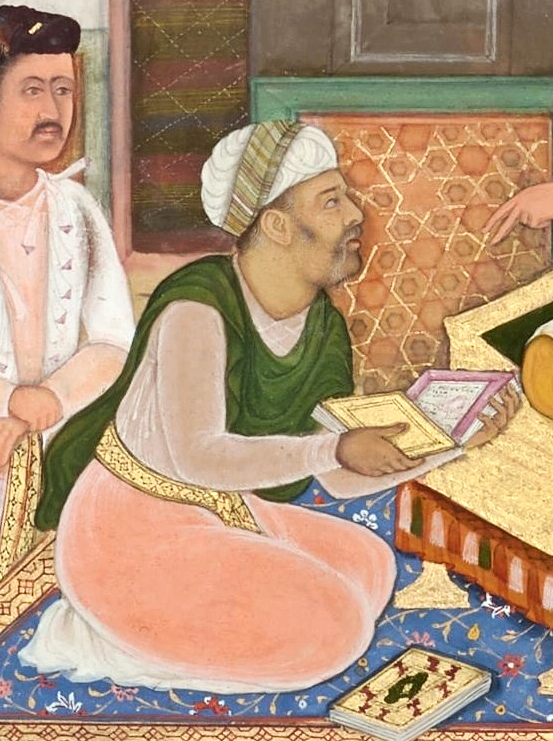
阿布·法茲爾

阿布·法茲爾（1551年1月14日 - 1602年8月22日） ，是一位印度作家、历史学家和政治人物，也是1579年至1602年期間的莫卧儿帝国大維齊爾。 他寫過波斯语版的聖經 。 